# LE-232
La carretera LE-232 es una vía de la red secundaria -de segundo orden- de Castilla y León, que une los municipios de Sahagún y Puente Almuhey, por la ribera del Cea. 
Desde la localidad de Almanza parte una segunda carretera, la LE-211, que se dirige hasta Cistierna.
Desde Puente Almuhey, la continuación natural de la LE-232 es la LE-234, hasta Prioro.
La LE-232 ha sido totalmente reformada y ensanchada en 2006, con nuevo firme, nuevas cunetas y nueva señalización, así como modificación del trazado mejorando algunas curvas. 
Dejó de denominarse C-611 (Tordesillas-Medina de Rioseco-Sahagún-Riaño) para denominarse como en la actualidad en el tramo indicado.
Originalmente, acorde con los planos del Instituto Geográfico Nacional, la carretera completa era "de Sahagún a Arriondas"; incluía la actual LE-232, la LE-211, y la N-625 en su tramo desde Cistierna hasta la localidad asturiana, pasando por el desaparecido Riaño y el puerto del Pontón.

## Descripción
- Parte de Sahagún por el norte; sigue una trayectoria prácticamente rectilínea así mismo hacia el Norte, y atraviesa los municipios de:

| Localidad              | Enlace hacia                                                            | Carretera                          |
| ---------------------- | ----------------------------------------------------------------------- | ---------------------------------- |
| Sahagún                | León - Burgos Palencia Mayorga Renedo de Valderaduey Estación FFCC      | A-231 - N-120 CL-613 LE-941 LE-251 |
| Villapeceñil           |                                                                         |                                    |
|                        | Villamol                                                                |                                    |
| Trianos                |                                                                         |                                    |
| Cea                    | Bustillo de Cea - Santa María del Monte de Cea San Pedro de Valderaduey | CV 163-3                           |
| Saelices del Río       | Bustillo de Cea Villavelasco de Valderaduey                             | CV 196-4                           |
|                        | Villacerán - Santa María del Río Villazanzo de Valderaduey              | CV 163-3 CV 163-11                 |
|                        | Mozos de Cea                                                            |                                    |
|                        | Villaselán - Villamartín de Don Sancho                                  | CV 163-2                           |
| Truébano (Alambique)   |                                                                         |                                    |
|                        | Valdavida                                                               | CV 163-8                           |
|                        | Arcayos                                                                 |                                    |
| Villaverde de Arcayos  | Castromudarra - Villamartín de Don Sancho                               | CV 163-3                           |
| Almanza                | Sahechores - León Cistierna Corcos del Valle                            | LE-231 LE-211 CV 131-4             |
|                        | Canalejas - Calaveras de Arriba                                         | CV 131-20                          |
| Espinosa de Almanza    | Mondreganes                                                             |                                    |
| Cabrera de Almanza     |                                                                         |                                    |
| La Vega de Almanza     | Calaveras de Abajo                                                      |                                    |
| Quintanilla de Almanza |                                                                         |                                    |
| Villamorisca           |                                                                         |                                    |
| Carrizal               |                                                                         |                                    |
| Puente Almuhey         | Guardo - Cistierna La Mata de Monteagudo Estación RAM                   | CL-626 CV 131-14                   |
|                        | Soto de Valderrueda                                                     |                                    |
|                        | Villacorta                                                              |                                    |
| Valderrueda            |                                                                         |                                    |
| La Sota de Valderrueda |                                                                         |                                    |
| Morgovejo              | Balneario Caminayo                                                      | CV 105-18                          |
| Prioro                 | Puerto del Pando - Boca de Huérgano - Riaño Tejerina - Mental           | LE-233 CV 105-16                   |

- Desde Almanza hasta Cistierna (carretera LE-211):

| Localidad)               | Enlace hacia                             | Carretera              |
| ------------------------ | ---------------------------------------- | ---------------------- |
| Almanza                  | León Prioro Corcos del Valle             | LE-231 LE-232 CV 131-4 |
| Mondreganes              | Espinosa de Almanza                      |                        |
| La Riba                  |                                          |                        |
| Cebanico                 |                                          |                        |
| Santa Olaja de la Acción |                                          |                        |
| Valle de Las casas       | Guardo Estación RAM                      | CL-626                 |
|                          | Quintana de la Peña                      |                        |
| Valmartino               |                                          |                        |
| Cistierna                | Mansilla de las Mulas Riaño Estación RAM | N-625 N-621            |

- Datos: Q5961516